# Розповідь досвідченого пілота
«Розповідь досвідченого пілота» — радянський телефільм 1984 року, знятий режисером Омаром Гвасалією на кіностудії «Грузія-фільм».

## Сюжет
З вини неземного лиходія рейсовий літак землян застряє у хмарах. Таємничий прибулець, який задумав роз'єднати пасажирів, пропонує кожному свій спосіб порятунку. Але пасажири відкидають його пропозиції, і спільними зусиллями знаходять блискучий вихід із ситуації.

## У ролях
- Гія Бадрідзе — член екіпажу (дублював З. Гердт)
- Гурам Пірцхалава — член екіпажу
- Георгій Матарадзе — Нікуша, член екіпажу
- Дареджан Харшиладзе — стюардеса
- Нато Шенгелая — стюардеса
- Софіко Чіаурелі — пасажирка, жінка-вчена
- Іза Гігошвілі — Етері, пасажирка, супутниця дівчина
- Берта Хапава — пасажирка з люстрою, свекруха Манани
- Нінель Чанкветадзе — пасажирка, дівчина з супутницею
- Манана Гамцемлідзе — пасажирка з чоловіком
- Марина Кахіані — Манана, пасажирка
- Анна Ніжарадзе — пасажирка з хлопцем
- Кахі Кавсадзе — Арчіл, пасажир
- Джемал Гаганідзе — Малхаз, пасажир в кашкеті
- Жанрі Лолашвілі — пасажир в капелюсі
- Імеда Кахіані — пасажир з дружиною
- Зураб Капіанідзе — пасажир з цуценям
- Давид Папуашвілі — пасажир з відеомагнітофоном
- Гія Дзнеладзе — Сосо, пасажир, футболист
- Резо Чхіквішвілі — Рустам Ахвледіані, пасажир
- Сандро Тедіашвілі — пасажир
- Заза Мікашавідзе — пасажир, футболіст
- Отар Літанішвілі — пасажир
- Нугзар Цомая — футболіст, пасажир
- Гія Пхакадзе — пасажир, хлопець з дівчиною
- Мамука Кікалейшвілі — незнайомець
- Карло Саканделідзе — мисливець
- Іване Сакварелідзе — мисливець

## Знімальна група
- Режисер — Омар Гвасалія
- Сценаристи — Омар Гвасалія, Годердзі Чохелі
- Оператор — Олександр Гвасалія
- Композитор — Яків Бобохідзе
- Художник — Мераб Кобуладзе